# Willa „Gryf”
Willa „Gryf”  – zabytkowa willa znajdująca się przy ul. Sobieskiego 13 w miejscowości Konstancin-Jeziorna pod Warszawą.

## Historia
Willa została zbudowana w latach 1902–1905 według projektu Bronisława Colonny-Czosnowskiego. Po zakończeniu budowy willę kupiła poetka, nowelistka i redaktorka popularnych pism kobiecych Józefa z Cybulskich Jaxa-Bąkowska. Willa pełniła funkcję pensjonatu, gościła pisarzy i publicystów i społeczników takich jak: Pauliny Kuczalskiej-Reinschmidtowej, Walerego Przyborowskiego, Jadwigi Sikorskiej  czy Ludwika Andersa.
W 1926 r. willę kupili Zygmunt i Maria Rawicz-Boczkowscy, a następnie sprzedano ją w 1937 r. mecenasowi Władysławowi Kędzierskiemu. Po II wojnie światowej stała się własnością skarbu państwa. Do 1989 roku miesił się tu dom dziecka, potem kuratorium oświaty zakwaterowało w niej rodziny nauczycieli. Decyzję o remoncie podjęto w 2015 roku zaczynając od wykwaterowania lokatorów.
W 2018 roku rozpoczęto remont po którym została przeznaczony w całości na cele publiczne. Na parterze działa filia biblioteki publicznej, piętro zajmuje Konstanciński Dom Kultury, a na drugim piętrze umieszczono świetlicę środowiskową. Koszt  przebudowy wyniósł 6 982 756,21 złotych z czego 1,4 mln zł przekazał Narodowy Fundusz Ochrony Środowiska i Gospodarki Wodnej w Warszawie.

## Opis
Budynek stylem nawiązuje do alpejskich pensjonatów. Ma dwie kondygnacje o pseudo szachulcowych szczytach. Góruje nad nim  wieloboczna narożna wieżyczka zwieńczona stromym hełmem.